# Brough (East Riding of Yorkshire)
Brough is een plaats en civil parish in het bestuurlijke gebied East Riding of Yorkshire, in het Engelse graafschap East Riding of Yorkshire.